# Lemmer

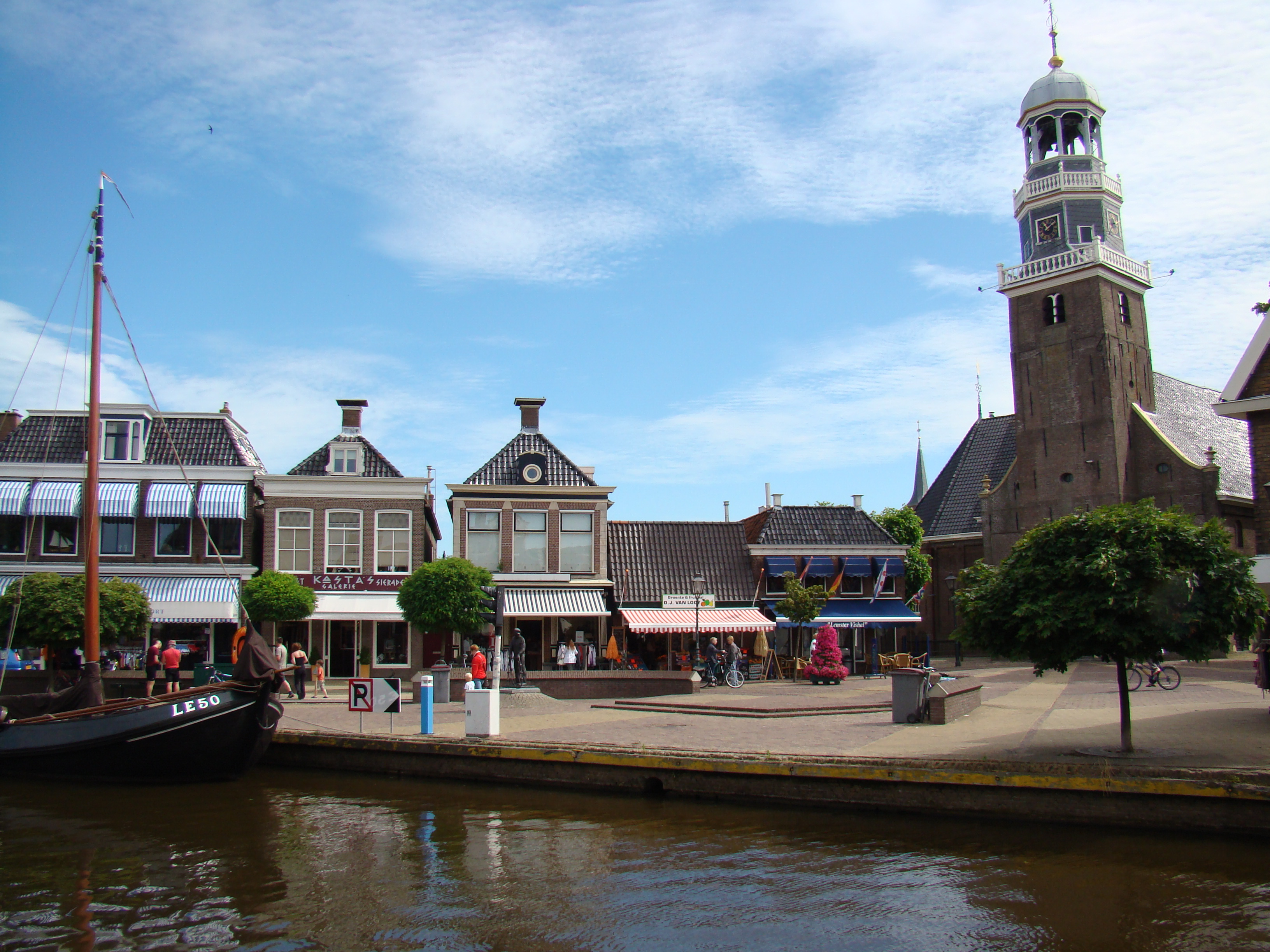
Il villaggio di Lemmer con la chiesa protestante

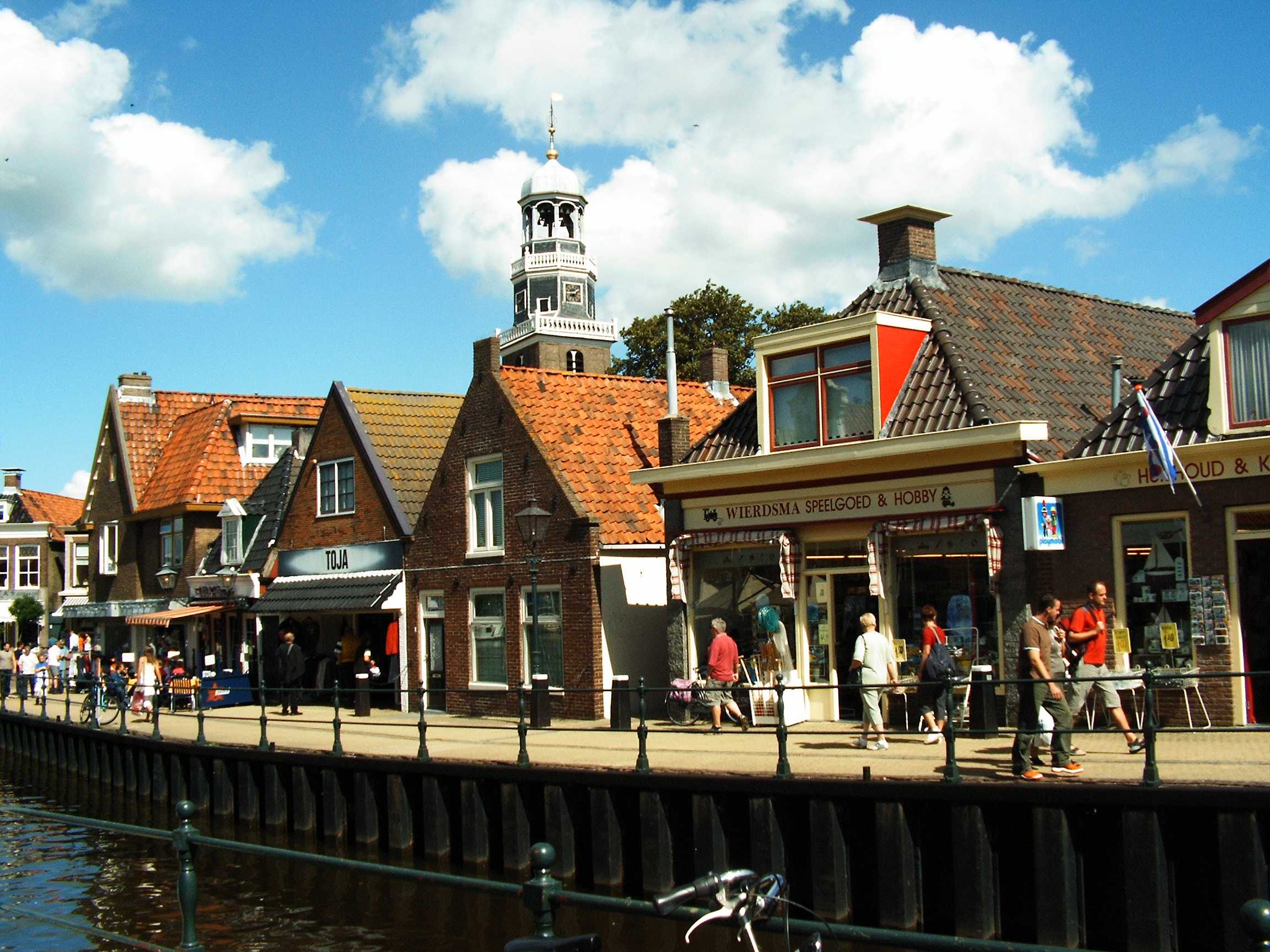
Lemmer: edifici lungo il porto

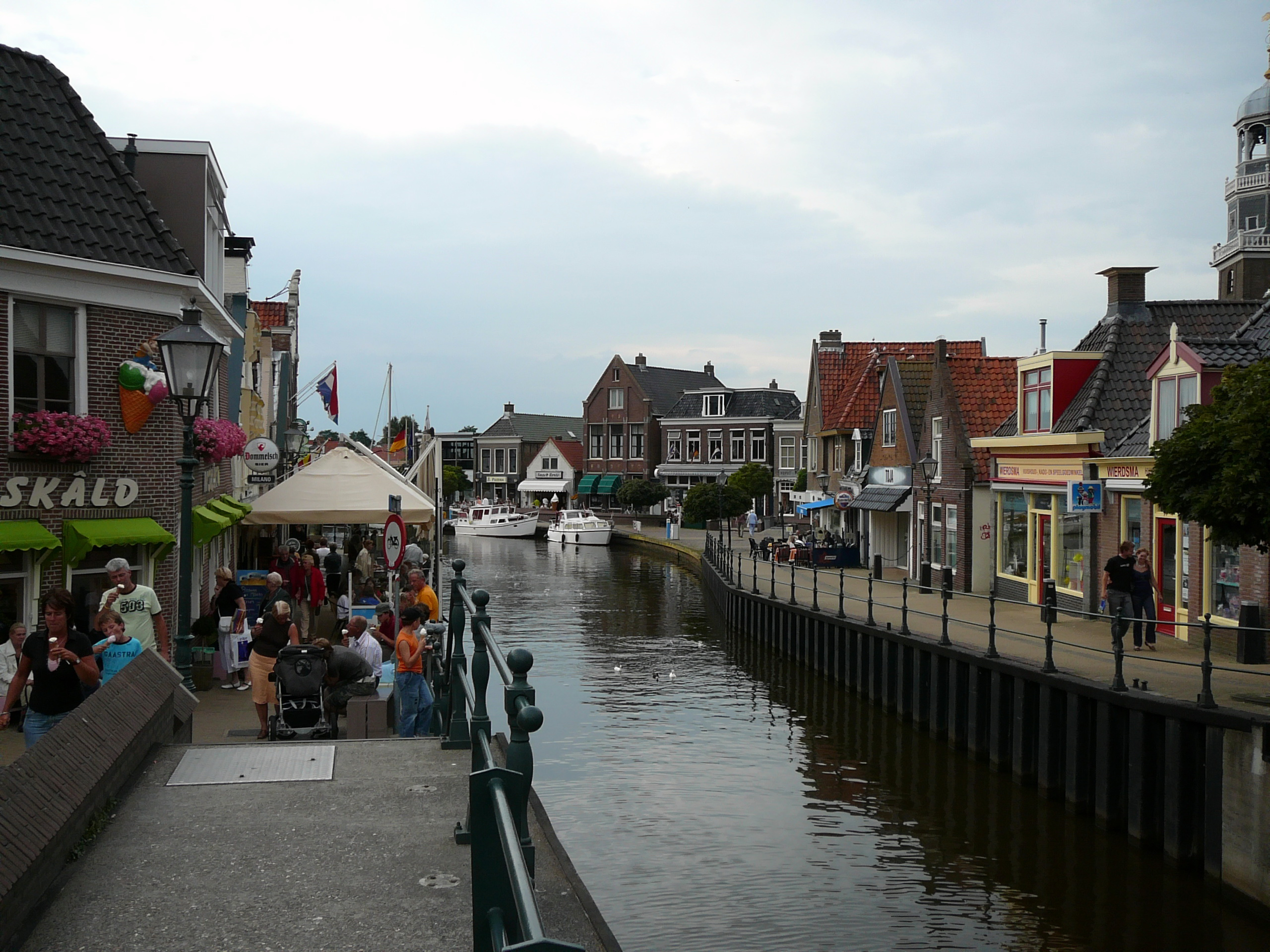
Lemmer: altri edifici lungo il porto

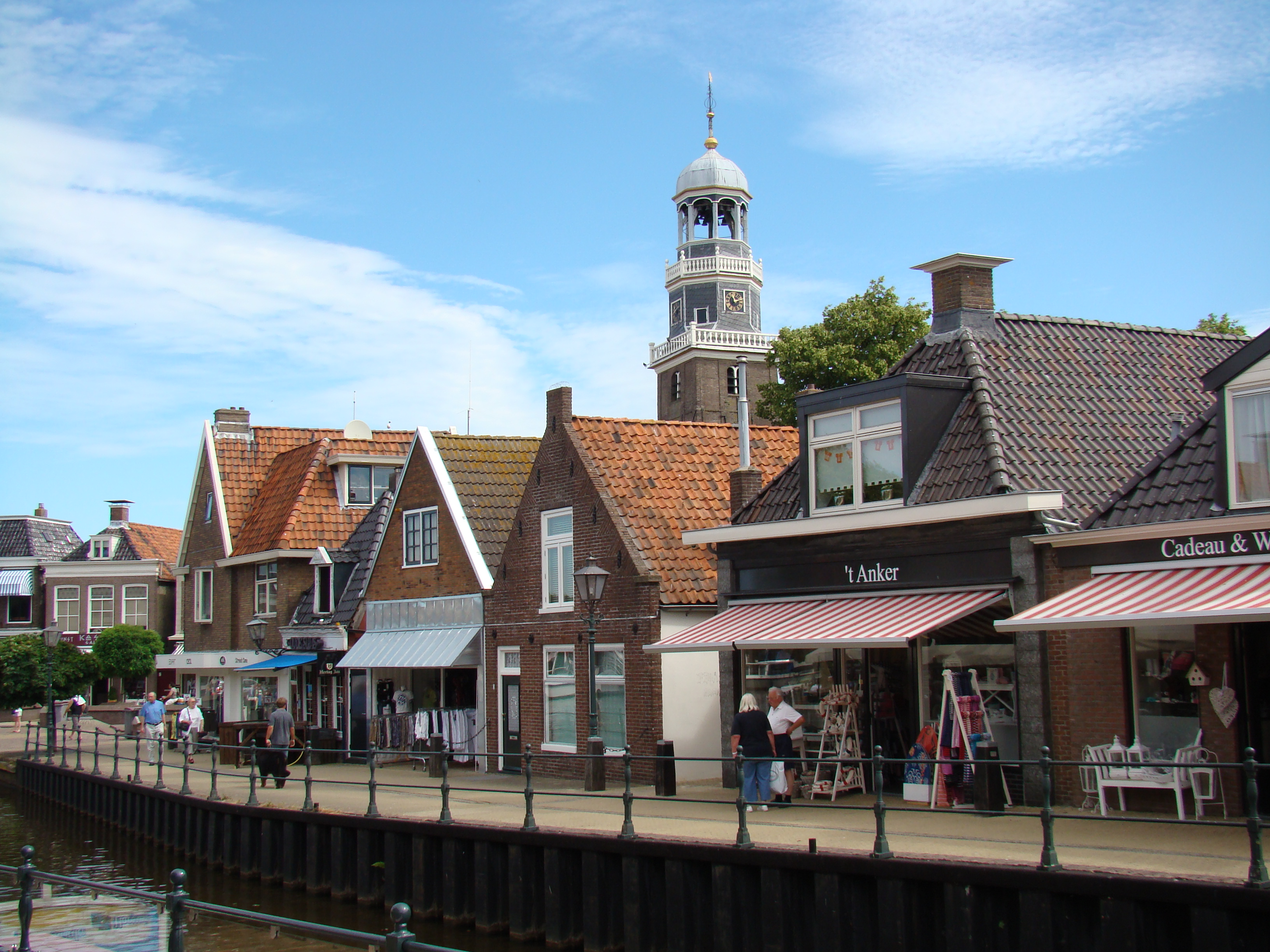
Edifici storici di Lemmer

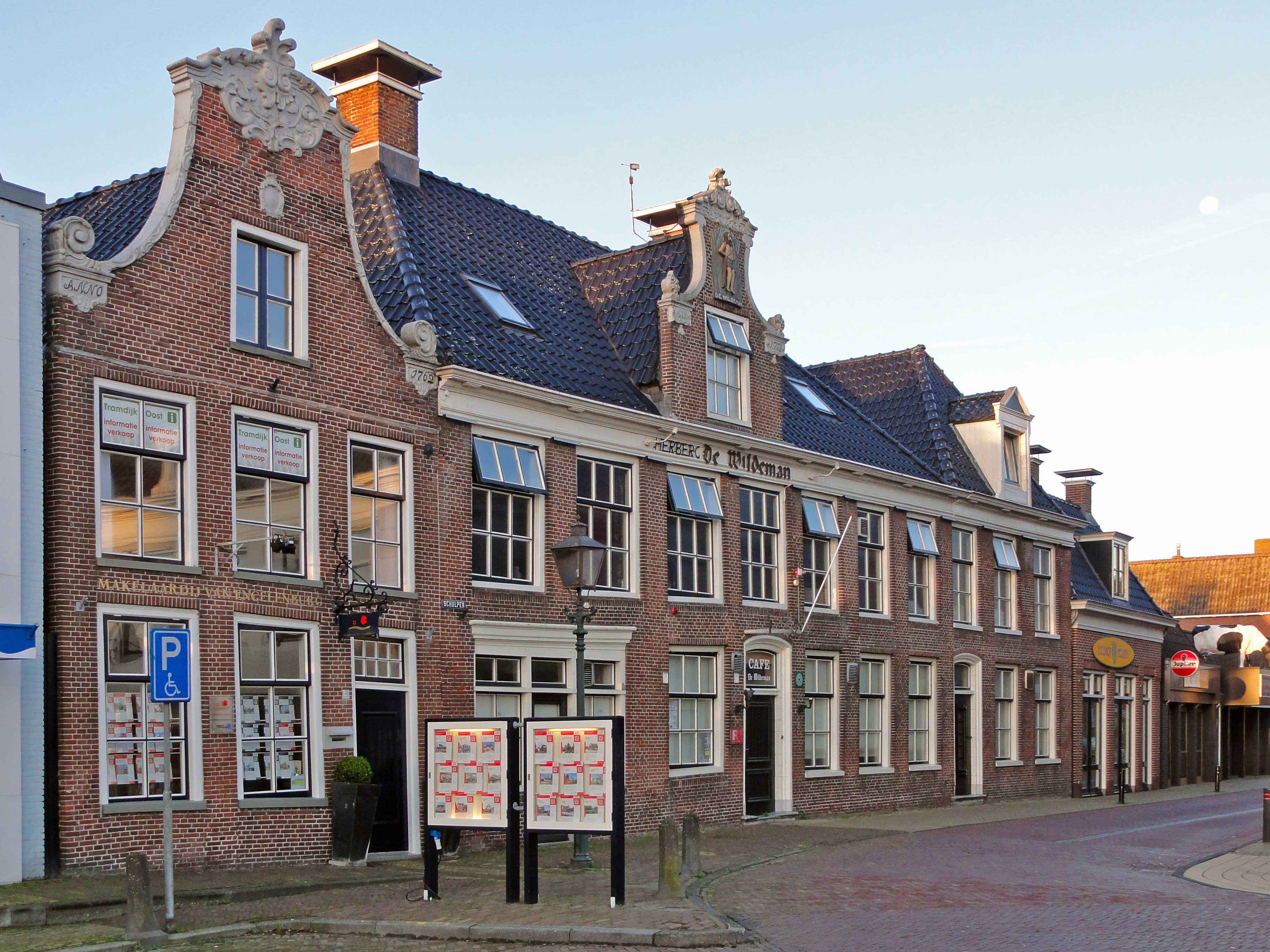
Edificio storico di Lemmer

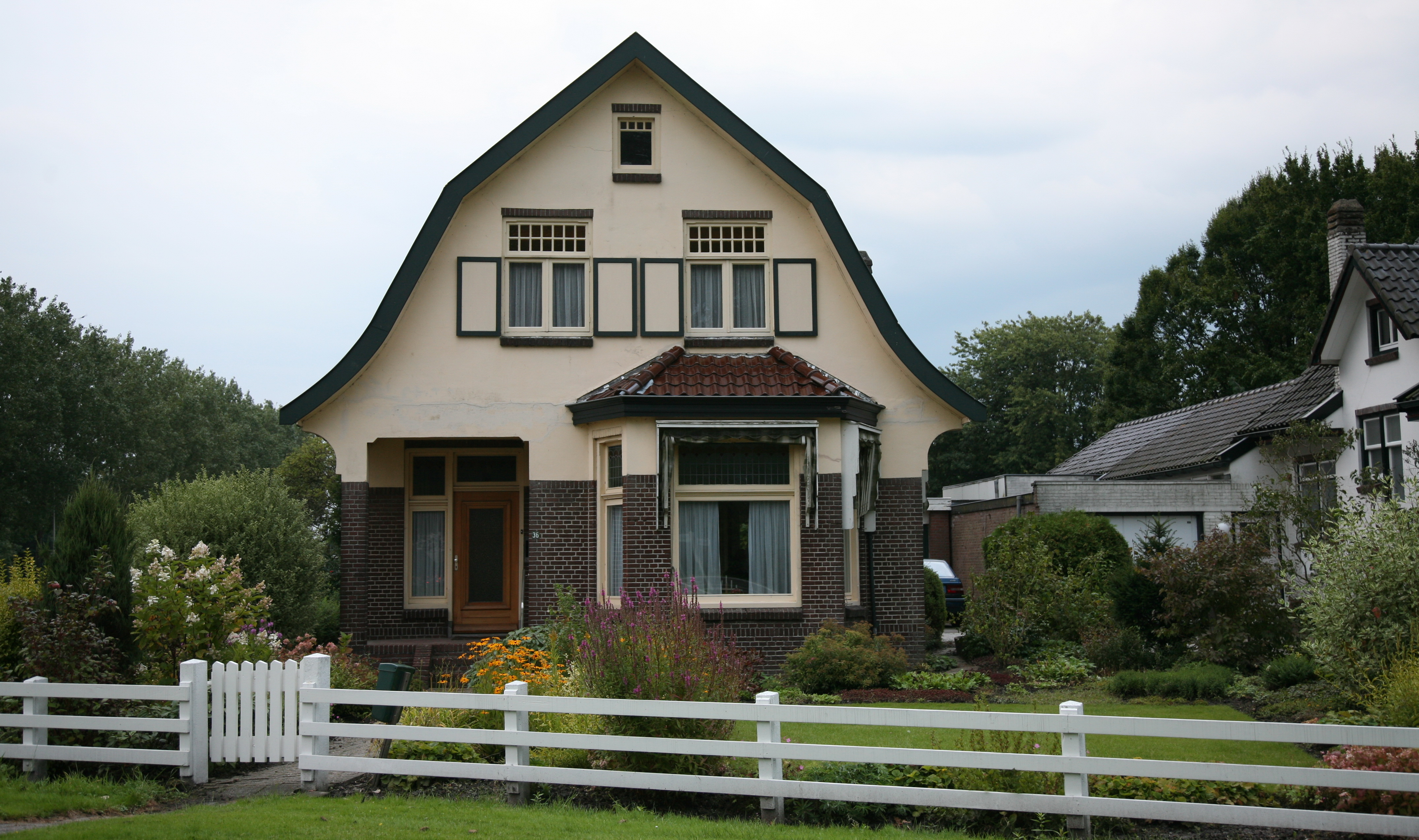
Edificio classificato come gemeentelijk monument a Lemmer

Lemmer (in frisone: De Lemmer) è un villaggio costiero di circa 10.000 abitanti del nord-est dei Paesi Bassi, facente parte della provincia della Frisia e della municipalità di De Friese Meren/De Fryske Marren ed affacciato sull'IJsselmeer (ex-Zuiderzee); fino al 2003, aveva fatto parte della municipalità soppressa di Lemsterland, di cui era il capoluogo. Tra il XIX e la prima metà del XX secolo, è stato uno dei più importanti porti pescherecci dei Paesi Bassi.

## Geografia fisica
Il villaggio di Lemmer si trova nell'estremità sud-occidentale della provincia della Frisia, quasi lungo il confine con la provincia del Flevoland, a sud-ovest del Tjekemeer e a sud-ovest del villaggio di Sloten e dello Slotermeer.

## Origini del nome
Il toponimo Lemmer, attestato anticamente come in de Lemmer (1309), totten Lemmers toe (1411), in dae Lyaemmer (1471), Liam(m)er (1488), deriva forse dal termine Lenne-meer, che significherebbe "lago a cui affluisce il Lemme".

## Storia

### Dalla fondazione ai giorni nostri
Gli abitanti che fondarono Lemmer si insediarono in un territorio alla confluenza dei fiumi Rien e Zijlroede intorno alla fine del XII secolo, epoca in cui il conte Guglielmo I aveva fatto costruire una fortezza in zona.
Nel 1422, fu costruito a Lemmer un castello per voler di Jan van Beieren.
Nel 1521, Carlo di Egmond, duca di Gheldria, fece costruire a Lemmer un fortino in loco.
Nel 1581, nel corso della guerra degli ottant'anni, il villaggio fu conquistato dalle truppe spagnole assieme al vicino villaggio di Sloten.
Agli inizi del XVIII secolo, iniziarono le fortune di Lemmer come porto peschereccio.
Nel 1787, il villaggio fu conquistato da Bernardus Jelgersma e nel 1799, nel corso della guerra che vedeva opposte Francia e Gran Bretagna, Lemmer fu occupato dalle truppe di questo Paese.
Nel corso del XIX secolo, con l'insabbiamento del porto di Kuinre, Lemmer iniziò a diventare uno dei più importanti porti pescherecci del Paese. Nel periodo di massimo splendore, il porto di Lemmer contava 146 imbarcazioni.
Nel 1825, molti edifici del villaggio andarono distrutti e molti abitanti morirono annegati a causa della rottura di una diga della zona.
L'attività peschereccia conobbe però il proprio declino con la costruzione, nel 1932, della Grande Diga (Afsluitdijk), che trasformò l'ex-Zuiderzee in un lago, l'IJsselmeer.

### Simboli
Nello stemma di Lemmer, è raffigurato un braccio che esce da una nuvola e che regge una bandiera di color rosso con una croce bianca.
Questo stemma, di origine sconosciuta, è menzionato per la prima volta nel 1695 in un manoscritto di Andries Schoenmaker.

## Monumenti e luoghi d'interesse
Lemmer vanta 28 edifici classificati come rijksmonumenten e 157 edifici classificati come gemeentelijke monumenten.

### Architetture religiose

#### Chiesa protestante
Tra i principali edifici religiosi di Lemmer, figura la chiesa protestante, costruita nel 1716 su progetto dell'architetto Auke Bouwes Disma per sostituire una chiesa del 1413, distrutta nel 1516 da un incendio.

#### Willibrorduskerk
Altro edificio religioso di Lemmer è la Willibrorduskerk, costruita nel 1901 su progetto dell'architetto N. Molenaar in sostituzione di una chiesa omonima del 1767.

### Architetture civili

#### Ir.D.F. Woudagemaal
Altro luogo d'interesse è la Ir.D.F. Woudagemaal: realizzata nel 1920, è la più grande stazione di pompaggio a vapore al mondo tuttora in funzione e come tale, è stata inserita dall'UNESCO nel patrimonio dell'umanità.
|  |

#### Chiusa di Lemmer
Altro edificio importante di Lemmer, è la chiusa (Lemstersluis), costruita alla fine degli anni ottanta del XIX secolo.
|  |

## Geografia antropica

### Suddivisioni amministrative
Buurtschappen
- Tacozijl